# Taurowie

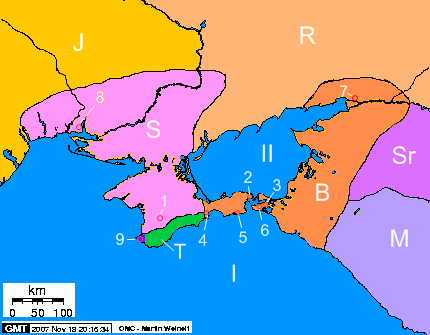
Ziemie Taurów (kolor zielony) i ich sąsiadów w II wieku p.n.e.:
I) Morze Czarne
II) Morze Azowskie
1) Neapol Scytyjski
2) Pantikapajon
3) Fanagoria
4) Teodozja
5) Kimmerikon
6) Hermonassa
7) Tanais
8) Olbia
9) Chersonez Taurydzki
S) Państwo scytyjskie na Krymie
B) Królestwo Bosporańskie
J) Jazygowie
R) Roksolanie
Sr) Syrakowie
M) Meotowie
T) Taurowie

Taurowie (gr. Ταῦροι Tauroi, łac. Tauri, ros. тавры) – lud irański, stanowiący pierwotną, autochtoniczną ludność południowej części Półwyspu Krymskiego – wybrzeża i Gór Krymskich.

## Starożytni pisarze o Taurach
Najstarsze zabytki związane z Taurami pochodzą z przełomu II i I tysiąclecia p.n.e. Nieco później wymienia się ich w źródłach pisanych. O Taurach pisali Herodot, Strabon, Diodor Sycylijski, Tacyt i Ammianus Marcellinus. Starożytni pisarze mieli o Taurach negatywne zdanie, uważając ich za barbarzyńców.
Herodot w swoich Dziejach taką daje charakterystykę Taurów:
Taurowie mają takie zwyczaje: Składają na ofiarę dziewiczej bogini rozbitków okrętowych oraz wszystkich zagnanych do nich i pojmanych Hellenów w następujący sposób: po dopełnieniu wstępnych obrządków rozbijają im głowę maczugą. Niektórzy twierdzą, że strącają oni ciało na dół ze stromej skały (bo na niej wybudowana jest i świątynia), a głowę wbijają na pal; inni znów co do głowy są zgodni, tylko ciała jak mówią, nie zrzuca się ze skały, lecz grzebie się je w ziemi. Bóstwem, któremu te ofiary składają, ma być, jak utrzymują sami Taurowie, Ifigenia, córka Agamemnona. A z nieprzyjaciółmi, których dostaną w swą moc, tak postępują: Każdy ucina wrogowi głowę i zanosi do domu; potem wtyka na wielki drąg i umieszcza wysoko sterczącą ponad dachem, przeważnie nad kominem. Twierdzą, że są to strażnicy całego ich domu, którzy bujają w powietrzu. Żyją zaś Taurowie z łupu i z wojny.
Strabon w swojej Geografii zarzucał również Taurom, szczególnie z okolic współczesnej Bałakławy, że trudnili się piractwem, a zasięg osadnictwa tauryjskiego oceniał na sięgający aż po zatokę Kerkinitis, dzisiejszej Eupatorii.

## Taurowie a Kimerowie
Związek tego ludu z Kimerami jest sprawą sporną. Istnieje kilka hipotez, pragnących wyjaśnić związki między Taurami a Kimerami; według nich Taurowie byli:
- Kimerami, którzy porzucili koczowniczy styl życia i osiedlili się w południowej części Krymu, pozostawiając stepy krymskie swoim braciom – koczownikom,
- Kimerami, którzy pozostali na Krymie po najeździe scytyjskim, podczas gdy pozostali Kimerowie wycofali się do Azji Mniejszej,
- ludem niezależnym od Kimerów, ale pokrewieństwo między tymi ludami jest rzeczą prawdopodobną.

Taurowie prowadzili osiadły tryb życia, hodowali bydło, zajmowali się myślistwem i rybołówstwem. Posługiwali się narzędziami z brązu i żelaza. Niektórzy uczeni wywodzą ich z kultury archeologicznej Kemi-Oba, z którą łączy Taurów podobieństwo ceramiki i pochówków.

## Taurowie a Scytowie
W okresie istnienia państwa scytyjskiego na Krymie stosunki między Taurami i Scytami układały się dobrze, o czym świadczą zbadane pochówki stepowej części Krymu. Groby scytyjskie na północnym przedgórzu Gór Krymskich orientowane są na sposób tauryjski, a pochówki ułożone są w pozycji skurczonej.  W płaskich pochówkach na cmentarzysku w pobliżu wsi Partizanskoje i na nekropoli Neapolu Scytyjskiego spotyka się pochówki zbiorowe, typowe dla Taurów.  Na ścisłe kontakty między Taurami i Scytami wskazuje nie tylko forma pochówków, ale także wyposażenie grobów. W pierwszych wiekach n.e. pojawia się nawet termin „Tauroscytowie”, co mogłoby świadczyć o częściowej asymilacji Taurów przez Scytów. Doszło również do połączenia kultu scytyjskiego wężonogiej bogini z dziewicą-bóstwem, czczonym przez Taurów.
W trakcie wojny Scytów z perskim władcą Dariuszem Taurowie, według Herodota, nie wsparli Scytów w walce pomimo propozycji sojuszu. Cztery wieki później Taurowie okazali się wiernymi sprzymierzeńcami scytyjskich władców Skilurosa oraz jego syna i następcy Palakosa, w wyniku czego stali się obiektem pacyfikacji armii pontyjskiej dowodzonej przez Diofantosa.
Ostatnie wzmianki o nich pochodzą z czasów najazdu huńskiego w IV wieku n.e., gdy ostatnie osady Taurów w górach zajęli uciekający przed Hunami Scytowie.

## Taurowie a pierwotna nazwa Krymu
Nazwa tego ludu stanowiło źródło nazwy określającej cały Półwysep Krymski („Tauryda”) w czasach starożytnych („Chersonez Taurydzki”, czyli półwysep Taurów), średniowiecznych, a także w okresie rządów rosyjskich w latach 1784–1920.